# Dwór w Bieździadce
Dwór w Bieździadce – zabytkowe ruiny murowanego dworu wybudowanego na przełomie XVIII i XIX w., wraz z parkiem, znajdujące się w miejscowości Bieździadka.

## Opis
Dwór zbudowano na przełomie XVIII i XIX w. i należał wtedy do Cypriana Romera. Przyczyną jego powstania mógł być pożar lub groźba zawalenia poprzedniego dużego drewnianego dworu notowanego w źródłach w 1743. Nowa siedziba Romerów wzniesiona została na wzgórzu, posadowiona prawdopodobnie na piwnicach tak zwanego Dworu Średniego. Na planie wydłużonego prostokąta obiekt posiadał dwa wejścia wsparte na tosksańskich kolumnach. W XIX w dwór przedłużono po stronie wschodniej o parterową , nakrytą dwuspadowym dachem przybudówkę-oficynę oraz po stronie frontowej dodano oryginalny szeroki ganek złożony z kilku różnej wysokości kolumn wspierających pulpitowe i dwuspadowe daszki. W kierunku północnym od dworu wzniesiono budynki gospodarcze, z zachowaną do dzisiaj wozownią. Dwór należał nieprzerwanie do rodziny Romerów aż do 1945. Po wojnie w zaniedbanych wnętrzach budowli mieszkali ludzie zatrudnieni niegdyś w folwarku.
Dwór znajduje się w ruinie. Obok zdziczałe resztki zdewastowanego parku, w którym zachowała się kapliczka z XIX w..

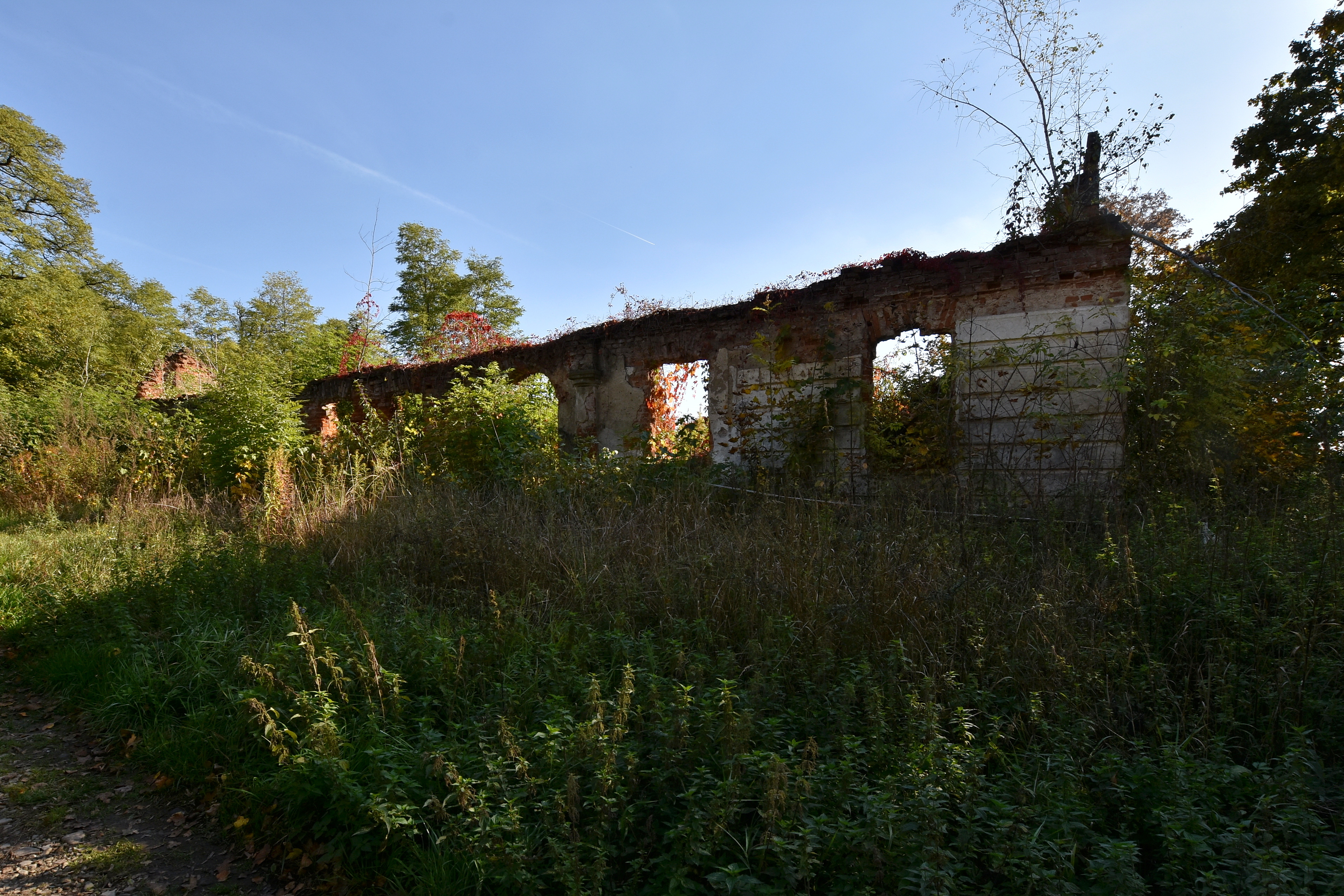
Elewacja północna
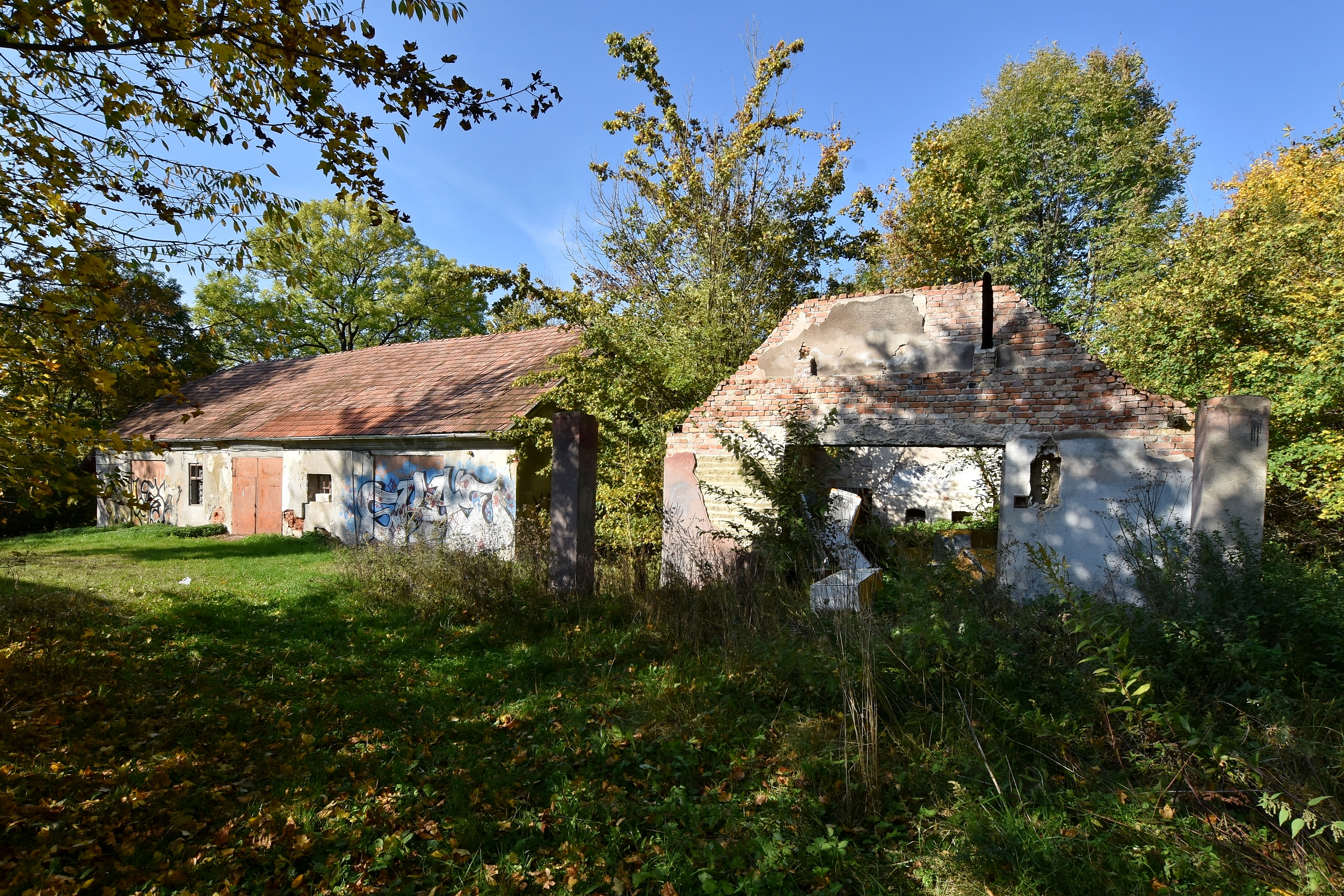
Wozownia i budynek gospodarczy
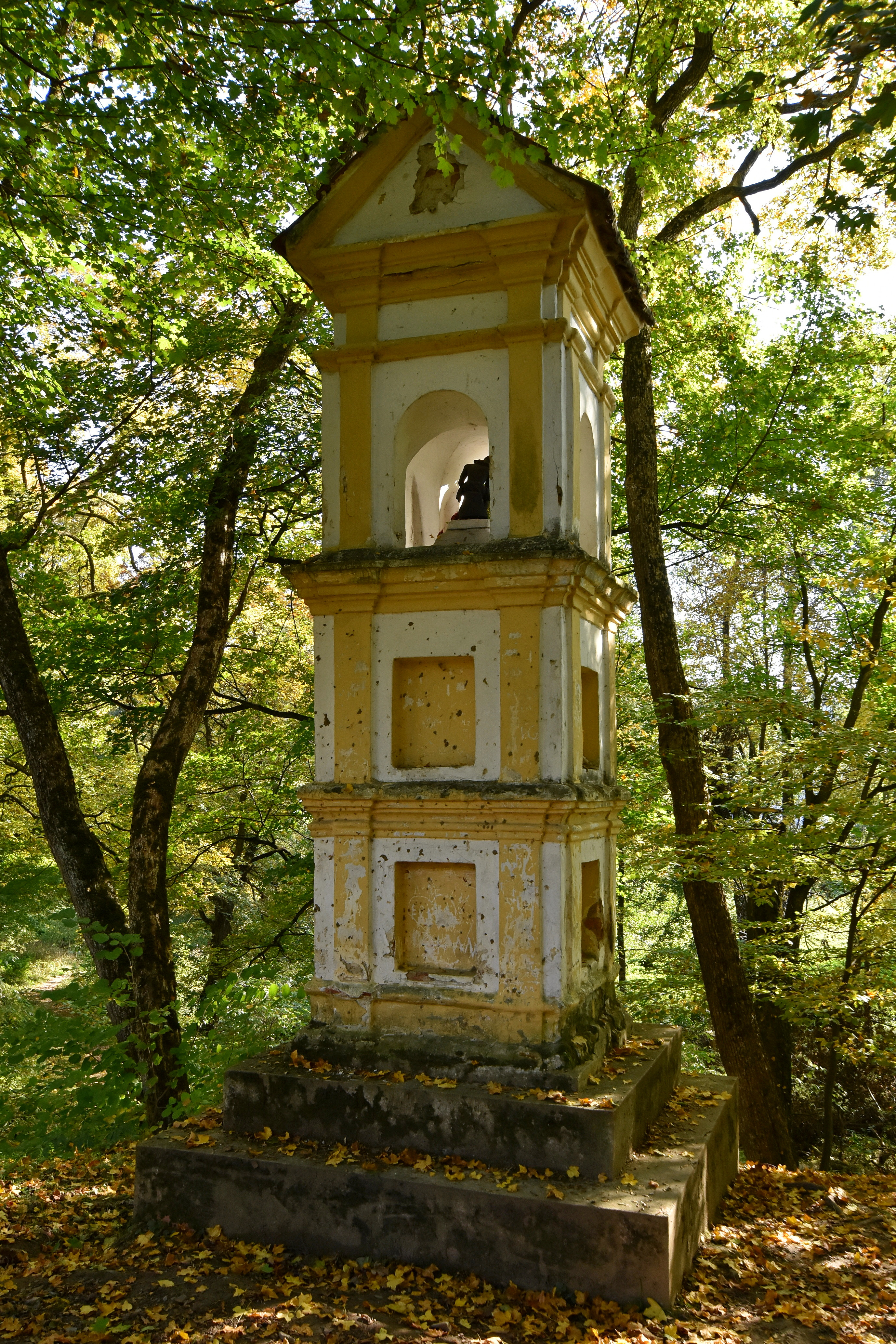
Kapliczka i pozostałości parku